# 1176. grenadirski polk (Wehrmacht)
1176. grenadirski polk (izvirno nemško 1176. Grenadier-Regiment; kratica 1176. GR) je bil pehotni polk Heera v času druge svetovne vojne.

## Zgodovina
Polk je bil ustanovljen 26. avgusta 1944 kot sestavni del 572. ljudskogrenadirske divizije; še v času oblikovanja so polk preimenovali v 696. grenadirski polk.